# والتر وایت
والتر وایت (به انگلیسی: Walter White) با لقب هایزنبرگ (به انگلیسی: Heisenberg)، یکی از شخصیت‌های مجموعه تلویزیونی بریکینگ بد و فیلم سینمایی ال کامینو: فیلم بریکینگ بد است و توسط برایان کرانستون به تصویر کشیده شده است. او فارغ‌التحصیل (مؤسسه کالج) انستیتوی فناوری کالیفرنیا است.
والتر وایت با همکاری دوست دختر آن زمانش گرچن و دوست نزدیک او الیوت شوارتز شرکت گری مارت تکنولوژی را تأسیس کرد. او گری متر را ناگهان ترک کرد و سهام خود را با ۵۰۰۰ دلار فروخت. خیلی زود پس از آن، این شرکت ثروت بسیاری را کسب کرد که بخش اعظم آن ناشی از تحقیقات او بود. والت پس از آن به آلبوکرکی نقل مکان کرد و در آنجا معلم شیمی دبیرستان شد.
بریکینگ بد از تولد ۵۰ سالگی والتر وایت شروع می‌شود؛ هنگامی که او فهمید که به سرطان ریه مرحله‌ای مبتلا شده است. پس از این کشف، او برای اطمینان از امنیت مالی خانواده‌اش پس از مرگ، با همکاری دانش آموز سابقش جسی پینکمن (آرون پال) متوسل به ساخت مت آمفتامین و مواد مخدر شد.
سازندهٔ سریال وینس گیلیگان هدف خود از خلق والتر وایت را «تبدیل آقای چیپس به اسکارفیس» توصیف کرده است و عمداً باعث شد تا این شخصیت در طول سریال کمتر دلسوز باشد. تکامل والت از معلم مدرسه و مرد خانواده به یک مرد باهوش بی‌رحم و قاتل محور اصلی این نمایش است.
والتر وایت فردی زیرک است که دشمنان خود و کسانی که برخلاف خط فکری او هستند را به سادگی از سر راه برمی‌دارد.
همچنین برایان کرانستون برای بازی در این نقش موفق به کسب ۴ جایزه امی شده است.